# Doppelanschluss
Als Doppelanschluss wurde in der Zeit von 1980 bis 1995 ein spezieller Telefonanschluss der  Deutschen Bundespost bezeichnet, welcher über zwei analoge Kanäle verfügte.
Der Doppelanschluss wurde durch eine doppelte Anschlussdose, z. B. VDo4/4 oder TAE 6 NFF mit jeweils zwei Doppeladern, angeschlossen und konnte somit unabhängig z. B. für Telefonie und Daten/Faxkommunikation oder zwei Telefone genutzt werden.
Bis zum 31. Dezember 1995 gab es einen Sondertarif für einen zweiten analogen Telefonanschluss. Der monatliche Grundpreis betrug nur etwa die Hälfte des Erstanschlusses. Ein solcher Doppelanschluss verfügte über zwei separate Rufnummern, die individuell ins Telefonbuch eingetragen werden konnten.
Seit dem 1. Januar 1996 gibt es den verbilligten Tarif für den Zweitanschluss nicht mehr und seit dem 1. Juli 1996 ist ein Doppelanschluss hinsichtlich Grundgebühr teurer als ein ISDN-Anschluss, bei dem man zwei Nutzkanäle und mindestens drei Rufnummern hat.  Die zunehmende Verbreitung von digitaler Telekommunikation und ISDN machte den Doppelanschluss nahezu überflüssig und findet sich nicht mehr im Angebot der Telekom. Bestehende Anschlüsse konnten jedoch weiter betrieben werden.